# Escaryus sibiricus
Escaryus sibiricus är en mångfotingart som beskrevs av Cook 1899. Escaryus sibiricus ingår i släktet Escaryus och familjen småjordkrypare. Inga underarter finns listade i Catalogue of Life.